# David Moreau

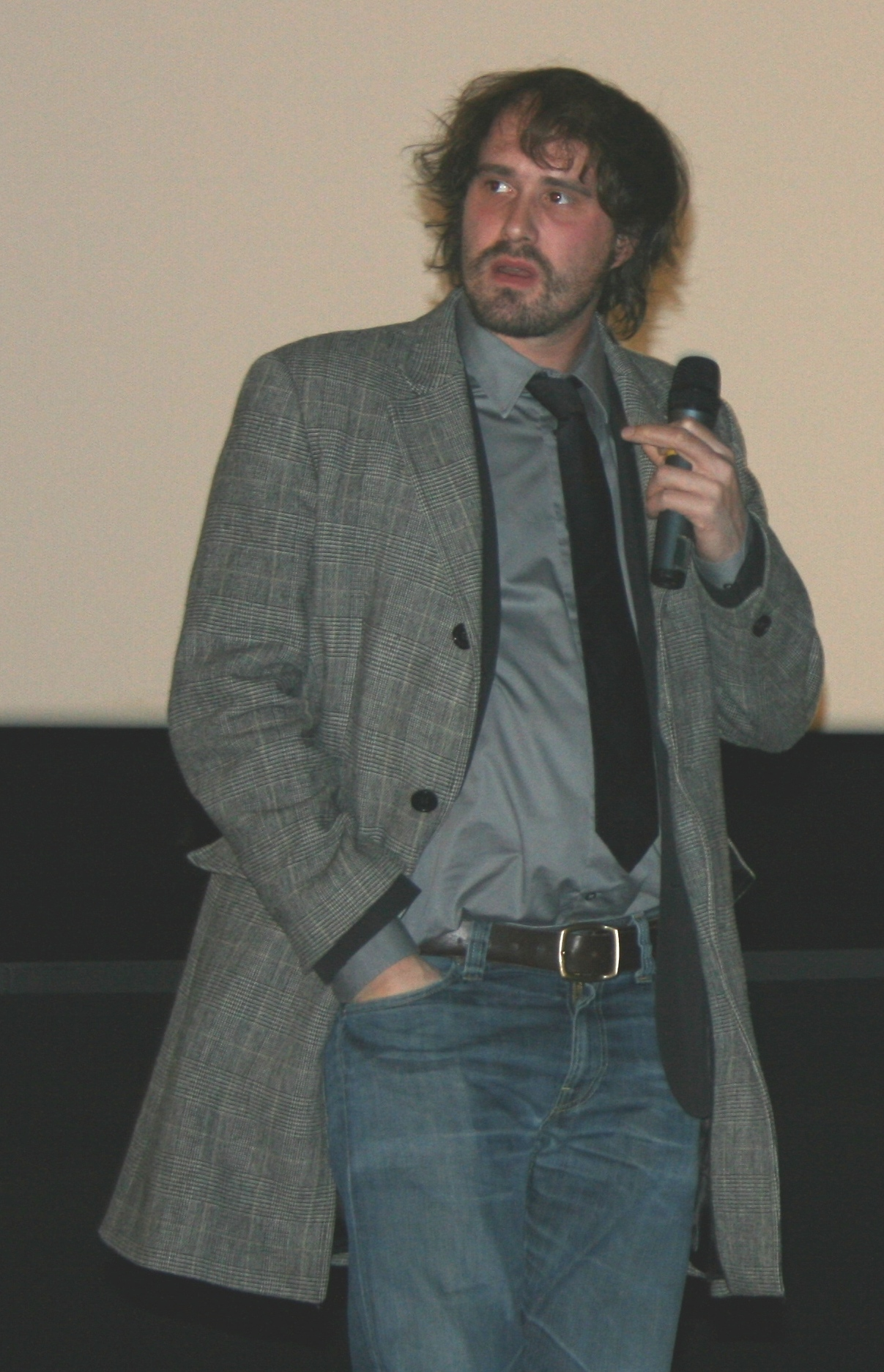
David Moreau (2008)

David Moreau (* 14. Juli 1976 in Boulogne-Billancourt) ist ein französischer Regisseur, Drehbuchautor und Produzent.

## Karriere
Moreau studierte an der l’ESRA (École supérieure de réalisation audiovisuelle).
Ab 2000 wurde er Mitarbeiter der Sitcom H mit Jamel Debbouze, 2003 drehte er seinen ersten Film, eine erfolglose Komödie. Bei seinen nächsten beiden Werken, dem Slasher Them mit Olivia Bonamy und Michael Coën und dem von Tom Cruise produzierten Geisterfilm The Eye mit Jessica Alba, einem Remake eines Werks der Hongkonger Brüder Pang, half ihm Xavier Palud als Co-Regisseur. Danach drehte er die Komödie It Boy – Liebe auf Französisch mit den Schauspielern Virginie Efira and Pierre Niney wieder allein.

## Filmografie
- 2003: Back to Saint-Tropez
- 2006: Them (Ils)
- 2008: The Eye
- 2013: It Boy – Liebe auf Französisch (20 ans d’écart)
- 2017: Seuls
- 2024: MadS - Im Rausch der Nacht